# جیمزبورگ (کالیفرنیا)
جیمزبورگ (به انگلیسی: Jamesburg) یک منطقهٔ مسکونی در ایالات متحده آمریکا است که در شهرستان مونتری، کالیفرنیا واقع شده‌است. جیمزبورگ ۵۲۵ متر بالاتر از سطح دریا واقع شده‌است.